# イーストエンダーズ
『イーストエンダーズ』（EastEnders）は、BBCで放送されている連続テレビドラマである。タイトルの由来でもある“イーストエンド”とも呼ばれるロンドン東部の架空の町ウォルフォード（Walford）を舞台とした作品であり、1985年2月19日に放送を開始した。オープニングとエンディングでは舞台となるロンドン東部（ドックランズやテムズ川下流部）の空撮写真が使われている。
現在はBBC Oneにて1話30分の新作が週4回放送されており、人気はITVで40年以上放送されているコロネーション・ストリートと二分している。デジタル放送のBBC Threeで再放送が行われている。

## 登場人物
ブロッサム・ジャクソン
演：モナ・ハモンド
フランク・ブッチャー
演：マイク・リード
キーガン・ベイカー
演：ザック・モリス